# Degrassi: Nowe pokolenie
Degrassi: Nowe pokolenie (tytuł skrócony do Degrassi wraz z dziesiątym sezonem) – kanadyjski serial młodzieżowy, kontynuacja serii Degrassi stworzonej przez Lindę Schuyler i Kita Hooda w 1979 roku. Nowe pokolenie jest czwartym serialem w serii po Dzieciakach z ulicy Degrassi, Gimnazjum Degrassi i Szkole średniej Degrassi. Zarówno jak poprzednicy, Nowe pokolenie śledzi losy grupy uczniów Degrassi Community School poruszając przy tym wiele tematów tabu. Serial tworzyli Linda Schuyler oraz Yan Moore, a produkowany był przez Epitome Pictures (część DHX Media) wspólnie z Bell Media. Producentami wykonawczymi byli Linda Schuyler, jej mąż Stephen Stohn oraz Brendon Yorke. Serial był kręcony w studiu Epitome w Toronto.
Nowe pokolenie otrzymało pozytywne recenzje krytyków m.in. Entertainment Weekly oraz The New York Times. W pierwszych latach serial ten był jednym z najchętniej oglądanych w Kanadzie oraz Stanach Zjednoczonych i zdobył liczne nagrody, takie jak Gemini Award, Writers Guild of Canada oraz Directors Guild of Canada, a także Teen Choice Award, Nagrodę Młodych Artystów i Prix Jeunesse.
Degrassi zadebiutowało na kanale CTV 14 października 2001 roku. W 2010 roku zostało przeniesione na siostrzany kanał MuchMusic, a w 2013 roku na MTV Canada. Serial nadawany był w telewizji kablowej, ale jego odcinki można nabyć także na DVD i na żądanie przez Puretracks, iTunes Store i Xbox Live Marketplace. Oprócz Kanady, Degrassi było emitowane w ponad 140 krajach.
Finałowy odcinek serialu został wyemitowany 2 sierpnia 2015 roku, po ogłoszeniu wycofania Degrassi z MTV Canada oraz TeenNick. A Od 21 Maja 2010 Roku na kanale Disney XD W 2016 roku Degrassi: Next Class zadebiutowało ze zmienionym tytułem w nowym bloku młodzieżowym F2N na Family Channel w Kanadzie oraz na całym świecie na platformie internetowej Netflix.

## Produkcja

### Koncepcja
Seria Degrassi została stworzona w 1979 roku przez Playing With Time, firmę produkcyjną założoną przez byłą nauczycielkę Lindę Schuyler i jej ówczesnego partnera, Kita Hooda. Pierwszym serialem z serii był Dzieciaki z ulicy Degrassi, na który składały się trzy półgodzinne filmy krótkometrażowe. Serial kontynuowano w 1987 pod nazwą Gimnazjum Degrassi, w 1989 Szkoła średnia Degrassi, natomiast w 1992 powstał pełnometrażowy film School’s Out.
Linda oraz Yan rozpoczęli prace nad nowym projektem w 1999 roku. Punktem wyjścia stali się dawni bohaterowie Szkoły średniej Degrassi, jednak Schuyler i Moore chcieli stworzyć serial w oparciu o nowych uczniów. Moore zainicjował pomysł kontynuowania serii poprzez postać Emmy Nelson, urodzonej pod koniec drugiej serii Gimnazjum Degrassi.
Mąż Schuyler, Stephen Stohn, zasugerował nazwę Degrassi: Nowe pokolenie, zainspirowany tytułem Star Trek: Następne pokolenie. Projekt został zakupiony przez CTV w maju 2000 roku, z oryginalnie planowanym pojedynczym epizodem o ponownym spotkaniu dawnych bohaterów serii jako epizodzie pilotażowym.

### Producenci wykonawczy, scenarzyści i reżyserzy
Serial produkowany był przez Epitome Pictures Inc. we współpracy z Bell Media. Degrassi otrzymywało dotacje z Canadian Television Fund, Bell Canada, Shaw Rocket Fund, Mountain Cable Program, Royal Bank of Canada, Bell Broadcast, New Media Fund oraz Cogeco Program Development Fund. Linda Schuyler i Stephen Stohn byli producentami wykonawczymi od momentu rozpoczęcia serialu. Inni pracownicy Epitome Pictures – Sara Snow, Brendon Yorke, James Hurst, Aaron Martin – również byli powiązani z Degrassi. Sarah Glinski i Matt Huether byli ostatnimi redaktorami historii, co wcześniej należało do zadań Shelley Scarrow, Jamesa Hursta, Aarona Martina i Seana Reycrafta. Najczęstszymi reżyserami byli Phil Earnshaw, Stefan Scaini i Bruce McDonald.

### Format odcinków
Każdy odcinek Degrassi był pisany w tej samej formule z dwoma lub trzema wątkami (wątek A, wątek B i wątek C). Główny wątek, A, rozpoczyna i kończy odcinek i często opowiada o pojedynczej postaci. Wątek B jest zwykle mniej poważny i czasami przeplatany z innymi, a wątek C pierwotnie był rzadko używany, lecz od dziesiątego do czternastego sezonu pojawiał się w każdym odcinku. Problemy poruszane nie zawsze zostają rozwiązane podczas trwania odcinka i przechodzą do następnego, tworząc pomniejszy blok odcinkowy. Większość odcinków nazwana jest tytułami piosenek z lat osiemdziesiątych, a od dziesiątego do czternastego sezonu epizody były nazywane tytułami piosenek z lat dziewięćdziesiątych i nowszych, przedstawiając wejście serialu w nową dekadę z całkiem nową obsadą.
Przez pierwsze dziewięć sezonów Degrassi: Nowe pokolenie było produkowane jako cotygodniowy młodzieżowy komediodramat półgodzinny z liczbą odcinków na sezon wahającą się od piętnastu do dwudziestu czterech. Z powodu spadku oglądalności między sezonem szóstym a dziewiątym, serial rozpoczął emisję jako codzienna telenowela wraz z sezonem dziesiątym i podniósł liczbę odcinków w sezonie do czterdziestu czterech. Dziesiąty sezon porzucił także podtytuł „Nowe pokolenie‟ z powodu pozostania w głównej obsadzie tylko jednego starego bohatera i nieznajomości przez młodych widzów poprzedniego pokolenia uczniów. Wraz z sezonem trzynastym porzucono format telenoweli.

### Czołówka
Czołówka Degrassi zostaje ukazana po trwającym maksymalnie trzy minuty zwiastunie. Przez pierwsze pięć sezonów przedstawiała bohaterów na terenie szkoły i miała pewną fabułę, natomiast w szóstym i siódmym ukazywała aktorów burzących czwartą ścianę i patrzących się w kamerę, podczas gdy w ich tle ukazywał się montaż ujęć z poprzednich sezonów w kolorystyce błękitu i złota. Montaże przedstawiały najważniejsze momenty z wątków przedstawianego bohatera. W ósmym sezonie serial porzucił czołówkę z poprzednich dwóch i wrócił do oryginalnej formy pokazywania bohaterów w szkole. W sezonie trzynastym skrócono czołówkę do 11-sekundowego montażu różnych momentów z danego bloku odcinków. Również z tym sezonem zmieniono system wyświetlania się nazwisk obsady głównej – pojawiają się tylko nazwiska aktorów występujących w danym odcinku.
Piosenka tytułowa, „Whatever It Takes‟, została skomponowana przez Jima McGratha, a napisana przez Jody Colero i Stephena Stohna. Piosenka zawiera takie zdania jak „Cokolwiek się zdarzy, wiem, że przez to przejdę / Być najlepszym, najlepszym, jakim potrafię‟, by przekazać to, co Colero nazwał „poczuciem radości i optymizmu”. Lisa Dalbello wykonywała piosenkę wraz z dziecięcym chórem i muzyką pop w stylu lat osiemdziesiątych w tle przez pierwsze trzy sezony. Dave Ogilvie i Anthony Valcic z kanadyjskiego zespołu Jakalope odnowili i wykonali piosenkę z mocniejszą linią melodyczną, odzwierciedlając dojrzałość bohaterów od sezonu czwartego. W seriach szóstej i siódmej, czołówka – wciąż wykonywana przez Jakalope – została zremiksowana i obdarta z wokali. Czwarta wersja czołówki, z tekstem śpiewanym przez Damhnait Doyle, została wprowadzona w sezonie ósmym, a piąta wersja, wykonywana przez serialowy zespół Stüdz była używana w sezonach dziewiątym i dziesiątym. W serii jedenastej została wprowadzona szósta wersja czołówki, wykonywana przez Alexz Johnson. Ten sam utwór został zmiksowany i skrócony do jedenastu sekund w sezonie trzynastym i czternastym. Była to ostatnia wersja czołówki.

### Muzyka
Ścieżka dźwiękowa każdego odcinka, stworzona przez Jima McGratha, pojawia się zawsze w napisach końcowych. Przy tworzeniu jej, McGrath współpracował między innymi z takimi aktorami jak Jake Epstein, Melissa McIntyre i Jamie Johnston. Oprócz muzyki autorskiej, Degrassi korzystało w odcinkach z piosenek w stylu emo, alternatywnego rocka i popu. Popularne piosenki były w serialu używane rzadko, głównie ze względu na ograniczenia budżetowe. Kierownik muzyczny, Jody Colero, wybierał zazwyczaj piosenki mało znanych, kanadyjskich artystów bez podpisanych kontraktów płytowych. Grane piosenki były zwykle tłem do poczynań bohaterów, a nie częścią fabuły.

### Miejsce nagrywania
Akcja Degrassi dzieje się na De Grassi Street w Toronto, Kanadzie. Cztery poprzedzające seriale były kręcone na lub obok tej ulicy, jednak Nowe pokolenie kręcone było na czterech scenach dźwiękowych w studiu Epitome Pictures i na terenach niedalekich od niego w Toronto, zajmujących około 9300 m². Fasada Degrassi Community School znajdowała się na zewnątrz sceny C i była utrzymywana w takiej samej kolorystyce jak Centennial College – pierwowzór serialowej szkoły w Gimnazjum Degrassi. Teren przed fasadą był miejscem spotkań uczniów, a w jego skład wchodzi część ulicy oraz przystanek autobusowy. Tereny niedaleko studia były używane do kręcenia scen przed domami głównych bohaterów i stanowiły jeden zespół budynków wraz z fikcyjną restauracją The Dot. Budynek The Dot był jedynym na tyle dużym, by umożliwić kręcenie scen wewnątrz; sceny w środku szkoły i domów były kręcone na jednej z trzech innych scen.
Scena A zawierała szkolne korytarze, toalety, kafeterię i sale. Korytarze były ozdobione licznymi pozytywnymi wyrażeniami, takimi jak „perfekcyjny człowiek jest ludzki‟. Zostały one zapożyczone z Etobicoke School for the Arts – jednej z wielu szkół, do której wybrali się projektanci studia na początkowe poszukiwania. W toalecie na ścianach znajdowały się malowidła graffiti, by miejsce wyglądało realnie. Do wszystkich scen używana była tylko jedna toaleta, w której pisuary były montowane lub demontowane w zależności od potrzeby. Scena używana do kafeterii była specjalnie utrzymywana w bladej kolorystyce, by szkoła nie wydawała się zbyt kolorowa. Scena ta była również używana poza kręceniem jako miejsce spożywania posiłków przez obsadę.
Oprócz zawartych w niej terenów przyszkolnych, do sceny C wliczony był szkolny hol, sala gimnastyczna, sala komputerowa i korytarz z szafkami. Gdy serial rozwijał się i zwiększono budżet, w holu dobudowano schody i balkon, by wszyscy bohaterowie nie pojawiali się na jednej płaszczyźnie. Przez pierwsze parę sezonów podłoga w sali gimnastycznej wykonana była z prawdziwych drewnianych paneli, jednak z powodu szybkiego niszczenia, została zastąpiona przez beton imitujący drewno.
Scena B zawierała domy głównych bohaterów oraz biuro czasopisma The Core, które zostało wprowadzone w sezonie szóstym. Na tej scenie znajdowały się także lokacje z poprzedniego serialu twórców, Gwiazda od zaraz. Czwarta scena, D, składała się ze wszystkich biur studia, przebieralni oraz pokoi do robienia make-upu i fryzur.

## Obsada

### Główne role
Na potrzeby skompletowania nowej generacji uczniów, producenci przesłuchali około sześciuset dzieci w wieku szkolnym, by stworzyć postaci, z którymi docelowa grupa widzów mogłaby się utożsamić. Decyzja, by przesłuchiwać dzieci w podobnym wieku do odtwarzanych przez nie bohaterów wynikła z tego, by odróżnić Degrassi od ówczesnych hitowych seriali, takich jak Buffy: Postrach wampirów czy Jezioro marzeń, w których nastolatków grali aktorzy ponad dwudziestoletni.
Jedenaścioro dzieci wybrano na role główne do serii pierwszej. Sarah Barrable-Tishauer miała zagrać ambitną Liberty Van Zandt, Daniel Clark zbuntowanego Seana Camerona, Lauren Collins szkolną cheerleaderkę Paige Michalchuk, Ryan Cooley klasowego klauna J.T. Yorke’a, a Jake Goldsbie jego najlepszego przyjaciela, komputerowca Toby’ego Isaacsa. Aubrey Graham wystąpił jako koszykarz Jimmy Brooks, Shane Kippel był szkolnym rozrabiaką Spinnerem Masonem, Miriam McDonald zagrała Emmę Nelson, zagorzałą ekolożkę, a Cassie Steele jej najlepszą przyjaciółkę, Manny Santos. Melissa McIntyre wystąpiła jako Ashley Kerwin, perfekcyjna dziewczyna, a Christina Schmidt nieśmiała dziewczyna z nadwagą, Terri McGreggor.
Zapewniając powiązanie do poprzednich serii Degrassi, Stefan Brogren powrócił, by odegrać swoją rolę Snake’a Simpsona, obecnie pracującego jako szkolny informatyk. Dan Woods natomiast odtworzył swoją rolę nauczyciela języka angielskiego, Dana Raditcha, obecnie awansowanego na dyrektora placówki. Amanda Stepto także wróciła, by odgrywać postać drugoplanową jako Spike Nelson, mama Emmy. W pilotażowym odcinku wystąpiło wiele postaci z poprzednich serii Degrassi, m.in. Pat Mastroianni (Joey Jeremiah) oraz Stacie Mistysyn (Caitlin Ryan).
W serii drugiej Pat Mastroianni powrócił do Degrassi z rolą główną jako Joey Jeremiah, sprzedawca samochodów wychowujący samotnie dwójkę dzieci, natomiast jego pasierb, Craig Manning (Jake Epstein), został nowym uczniem Degrassi Community School. Trzej nowi bohaterowie drugoplanowi także pojawili się w tej serii. Stacey Farber zagrała Ellie Nash, gotkę, której życie jest w rozsypce, Adamo Ruggiero wystąpił jako Marco Del Rossi, chłopak, który nie potrafi pogodzić się ze swoją homoseksualnością. Melissa DiMarco pojawiła się jako nowa nauczycielka Daphne Hatzilakos. Mistysyn także pojawiła się w serii drugiej jako postać drugoplanowa.
W serii trzeciej, Farber, Ruggiero i Mistysyn otrzymali role główne, tak samo jak Andrea Lewis (Hazel Aden) oraz Amanda Stepto. Mike Lobel (Jay Hogart), Deanna Casaluce (Alex Nuñez), Ephraim Ellis (Rick Murray), a także John Bregar (Dylan Michalchuk) zostali przedstawieni w rolach drugoplanowych jako nowi uczniowie szkoły Degrassi. Pod koniec sezonu postać Schmidt, Terri McGreggor, została wypisana z serialu, kiedy jej wybuchowy chłopak Rick popchnął ją, po czym upadła ona na ziemię uderzając głową o kamień i zapadając w śpiączkę.
W czasie trwania dziesięciu sezonów Degrassi: Nowe pokolenie, większość uczniów odeszło już ze szkoły. Seria szósta zawierała pierwszą śmierć jednego z głównych bohaterów, kiedy J.T. Yorke został pchnięty nożem. Postać Clarka, Sean Cameron, została wypisana z serialu dwa razy. Opuścił on serial w sezonie czwartym w następstwie śmierci Ricka Murraya, lecz powrócił w serii szóstej i ponownie opuścił serial pod koniec tego samego sezonu. Pod koniec piątej serii część uczniów ukończyła Degrassi Community School i albo opuściła serial, albo ich historia została kontynuowana na uniwersytecie. Szóstka nowych bohaterów została przedstawiona w sezonie siódmym na potrzeby wątku, w którym pobliska szkoła, do której uczniowie są negatywnie nastawieni, Lakehurst, musi przenieść się do Degrassi z powodu pożaru w ich budynku.
W serii ósmej nastąpiło wiele zmian, w tym zniesienie na drugi plan lub całkowite usunięcie postaci Collins, Farber, Grahama, Stepto, Ruggiero i DiMarco. Masowe pozbycie się postaci głównych było ponoć decyzją producentów, przez którą aktorzy i twórcy serialu zakończyli współpracę w złych stosunkach, co Graham krótko skomentował w magazynie Vibe: „[producenci] zrobili nas w konia”. Trzynaście nowych aktorów zostało dodanych do obsady głównej, by zastąpić poprzednich. W sezonie dziewiątym Brogren, McDonald, Steele i Kippel pozostali ostatnimi oryginalnymi bohaterami głównymi, gdyż nowe wątki opowiadały o kolejnym pokoleniu uczniów szkoły. Taka decyzja została podjęta, by uniknąć przesuwania miejsca akcji serialu do college’u, jako że większość poprzednich bohaterów albo dorosła, albo ukończyła Degrassi Community School i kontynuowała naukę na uniwersytetach.
W sezonie dziesiątym w obsadzie głównej nie było już żadnej dawnej postaci, z wyjątkiem Brogrena, którego postać awansowała na stanowisko dyrektora Degrassi Community School; serial obecnie skupia się na nowym pokoleniu uczniów szkoły.

## Emisja
Poprzednie seriale Degrassi były emitowane w kanadzie na kanale CBC, jednak ta odsłona przez pierwsze dziewięć i pół serii emitowana była na kanale CTV. Ze względu na spadek oglądalności w 2010 roku serial został przeniesiony na siostrzaną stację kierowaną głównie do nastolatków, MuchMusic. Francuskojęzyczna stacja Vrak.TV zdubbingowała serial i wyemitowała pod tytułem Degrassi, nouvelle génération. W Stanach Zjednoczonych poprzednie seriale z serii emitowane były na PBS, natomiast najnowsze Degrassi zajęło czas antenowy w telewizji cyfrowej TeenNick (poprzednio The N) i było tam najdłużej emitowanym serialem (od 2002 do 2015 roku). Serie szósta i siódma zostały wyemitowane w Stanach Zjednoczonych wcześniej, niż miało to miejsce w Kanadzie.
Poza Ameryką Północną, serial był emitowany między innymi na ABC1 w Australii, Filles TV i Canal J we Francji, ZigZapie A Od 21 Lipca 2010 Roku na kanale Disney XD w Polsce (sezony 1-10), Italii 1 we Włoszech oraz Antenie 3 w Hiszpanii.